# Apache Sqoop
Apache Sqoop は関係データベースとHadoopの間でデータ転送を行うためのコマンドラインインターフェースアプリケーションである。1つのテーブルまたはより自由度の高いSQL queryによるインクリメンタルなロードをサポートし、同時にupdateインポートのために複数回実行される保存済みジョブもサポートされている。
インポートはHiveやHBase 
に対して関係データベースからエクスポートするためにも使うことができる。
Sqoopは2012年3月にApacheトップレベルプロジェクトになった。
マイクロソフトはSqoopベースのコネクタをMicrosoft SQL ServerデータベースをHadoopに転送するのに使っている。
Couchbase, Inc.もCouchbase Server-Hadoop connectorwo
Sqoopを用いて提供している。